# Svatopluk
Svatopluk je prastaré slovanské jméno, které se vykládá jako silný, silný v plucích, ve svém vojsku. V českém občanském kalendáři má svátek 23. února.
Ženská podoba tohoto jména je Svatopluka, v Česku žila k roku 2016 jedna nositelka tohoto jména.

## Domácké podoby
Sváťa, Svaťka, Svatík, Svatek, Svatouš, Svatoušek, Svatopluček

## Zahraniční varianty
- Svätopluk – slovensky
- Svante, Svantepolk – švédsky
- Svjatopolk – rusky, ukrajinsky, bělorusky
- Świętopełk – polsky

## Statistické údaje
Následující tabulka uvádí četnost jména v ČR a pořadí mezi mužskými jmény ve srovnání dvou roků, pro které jsou dostupné údaje MV ČR – lze z ní tedy vysledovat trend v užívání tohoto jména:
| Rok       | Četnost    | Pořadí      |
| 1999      | 4724       | 88.         |
| 2002      | 4604       | 88.         |
| Porovnání | o 120 méně | žádná změna |
| 2006      | 4327       | 95.         |

Změna procentního zastoupení tohoto jména mezi žijícími muži v ČR (tj. procentní změna se započítáním celkového úbytku mužů v ČR za sledované tři roky 1999–2002) je –1,8%.

## Slavní Svatoplukové
- Svatopluk I., kníže velkomoravský
- Svatopluk II., kníže nitranský
- Svatopluk Olomoucký, kníže český
- Świętopełk Mieszkowic (narozen 980–10. století), syn Měška I. Polského a Ody von Haldensleben
- Svjatopolk Vladimirovič, kyjevský kníže

- Svatopluk Beneš (1918–2007), český herec
- Svatopluk Čech (1846–1908), český spisovatel
- Svatopluk Čech st., český hudebník, saxofonista,jeho bratrem je František Ringo Čech
- Svatopluk Čech ml., český bubeník a tympanista. Působí v FOK. Dříve např. Support Lesbiens, Kritická Situace. Syn Svatopluka Čecha st.
- Svatopluk Doseděl, český spisovatel
- Svatopluk Havelka (1925–2009), český hudební skladatel
- Svatopluk Innemann (1896–1945), český režisér
- Svatopluk Káš (1929–2014), český lékař, spisovatel a humorista
- Svatopluk Karásek (1942–2020), farář, písničkář a poslanec
- Svatopluk Matyáš (1929–2020), český herec
- Svatopluk Němeček (* 1972), český politik
- Svatopluk Skládal (1926–1992), český herec
- Svatopluk Skopal (* 1951), český herec

## Nositelé jména Svante
- Svante August Arrhenius, švédský fyzik a chemik
- Svante Bosson, strýc vladaře Svanteho (1460–1512)
- Svante Sture, hrabě Stegeholmu (1517–1567)
- Svante Stenbock (1578–1632)
- Svante Bielke, vysoký kancléř Švédska
- Svante Larsson Sparre, guvernér Upplandu v letech 1649–1652
- Svante Banér (1584–1628)
- Svante Svantesson Banér (1624–1674), guvernér Upplandu 1652–1654
- Svantepolk Knutsson (1225 a 1235), státní rada, soudce
- Svante Pääbo – švédský biolog
- Svantepolk of Viby (1310), skandinávský velmož

## Jiné významy
- Svatopluk Kuřátko, fiktivní postava z českého televizního seriálu Rozpaky kuchaře Svatopluka z roku 1984
- Svatopluk (Svätopluk), opera Eugena Suchoně
- Svätopluk, později přejmenováno na Udatný král, opera Alexandra Moyzese
- Svatopluk (hudební skupina) – hudební skupina zpívající písně Svatopluka Karáska

### Národně obrozenecké spolky
- Čtenářský (později pěvecký) spolek Svatopluk ve Žďáru nad Sázavou (založen roku 1848)
- Čtenářsko-pěvecký spolek Svatopluk v Olomoučanech u Blanska, (činný od r. 1880 do 1912)
- Divadelní spolek Svatopluk v Hodoníně
- Občanská beseda a sbor tamburašů ve Střešovicích, (činné od r. 1876 do 1920)